# Комаров Іван Михайлович
Іван Михайлович Комаров (13 серпня 1913, село Гнєвшеве, тепер Орловської області, Російська Федерація — 30 липня 1969, місто Київ) — український радянський профспілковий діяч, секретар Української республіканської ради професійних спілок, голова Сталінської (Донецької) обласної ради профспілок, 1-й секретар Шахтарського районного комітету КПУ Донецької області, член ВЦРПС.

## Життєпис
Народився в родині робітника-шахтаря. З 1927 року працював вагонником на шахті № 1 міста Сталіно.
Закінчив робітничий факультет Дніпропетровського гірничого інституту. Після закінчення робітфаку повернувся на Донбас, працював переносником конвеєра на шахті № 1.
З 1936 року — секретар комітету комсомолу шахти № 1 імені Челюскінців міста Сталіно, завідувач відділу Петровського районного комітету ЛКСМУ міста Сталіно.
Член ВКП(б) з 1939 року.
З січня 1940 до 1941 року — пропагандист Петровського районного комітету КП(б)У міста Сталіно; партійний організатор шахти № 10 «Чекіст».
Під час німецько-радянської війни перебував у евакуації. У 1941—1943 роках — заступник директора школи фабрично-заводського навчання № 6 міста Губахи Молотовської області РРФСР.
З 1943 року — завідувач відділу пропаганди і агітації Петровського районного комітету КП(б)У міста Сталіно.
Закінчив Вищу партійну школу при ЦК КП(б)У.
До 1952 року — завідувач сектора вузів і шкіл, заступник завідувача відділу пропаганди і агітації Сталінського обласного комітету КП(б)У.
У січні 1952 — березні 1958 року — 1-й секретар Шахтарського районного комітету КПУ Донецької області.
У березні 1958 — квітні 1960 року — голова Сталінської обласної ради профспілок.
У квітні 1960 — 30 липня 1969 року — секретар Української республіканської ради професійних спілок.
Помер 30 липня 1969 року після важкої хвороби в Києві. Похований на Байковому цвинтарі.

## Нагороди
- орден Леніна
- орден Трудового Червоного Прапора
- два ордени «Знак Пошани»
- медаль «За доблесну працю у Великій Вітчизняній війні 1941—1945 рр.»
- знак Шахтарська слава
- Почесна грамота Президії Верховної Ради Української РСР (.08.1963)